# Argiope argentata
Argiope argentata är en spindelart som först beskrevs av Fabricius 1775.  Argiope argentata ingår i släktet Argiope och familjen hjulspindlar. Inga underarter finns listade i Catalogue of Life.

## Bildgalleri

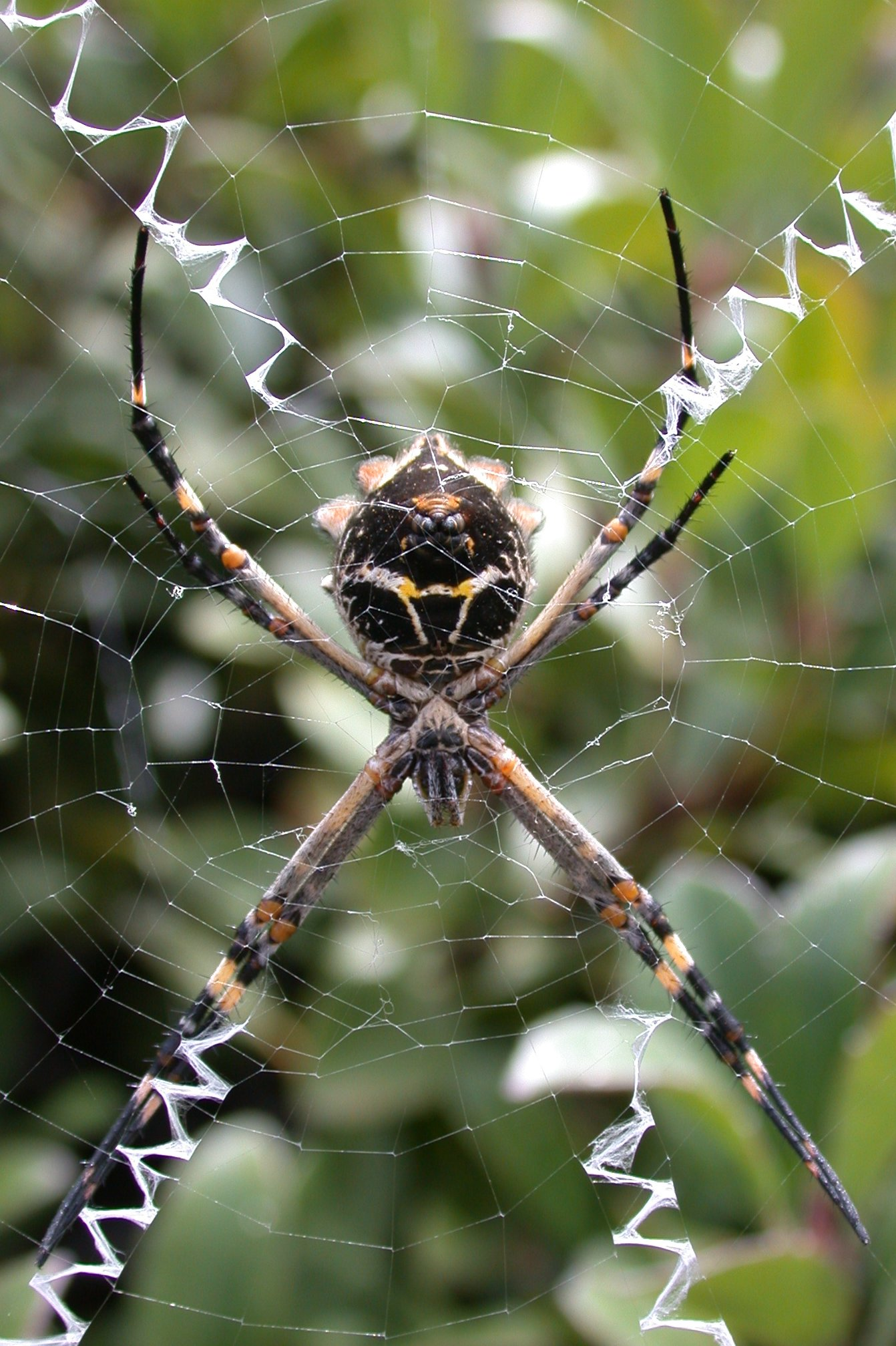
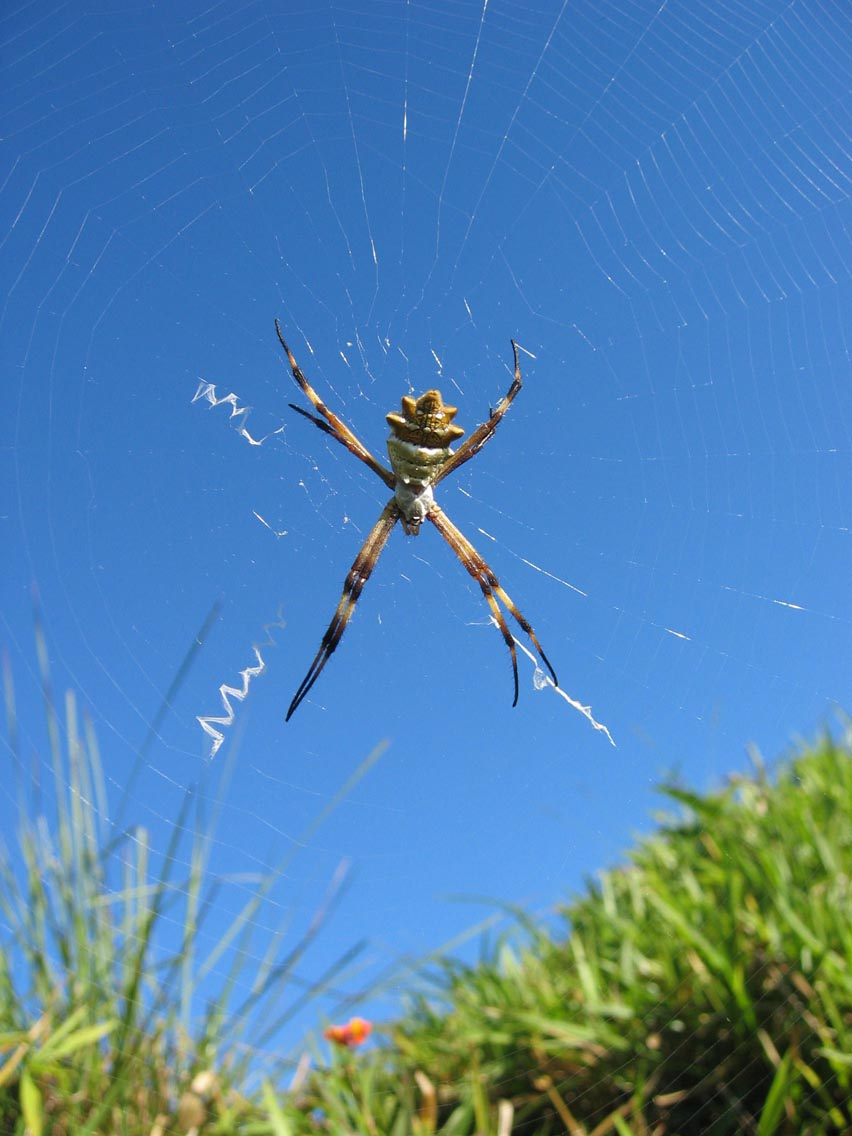
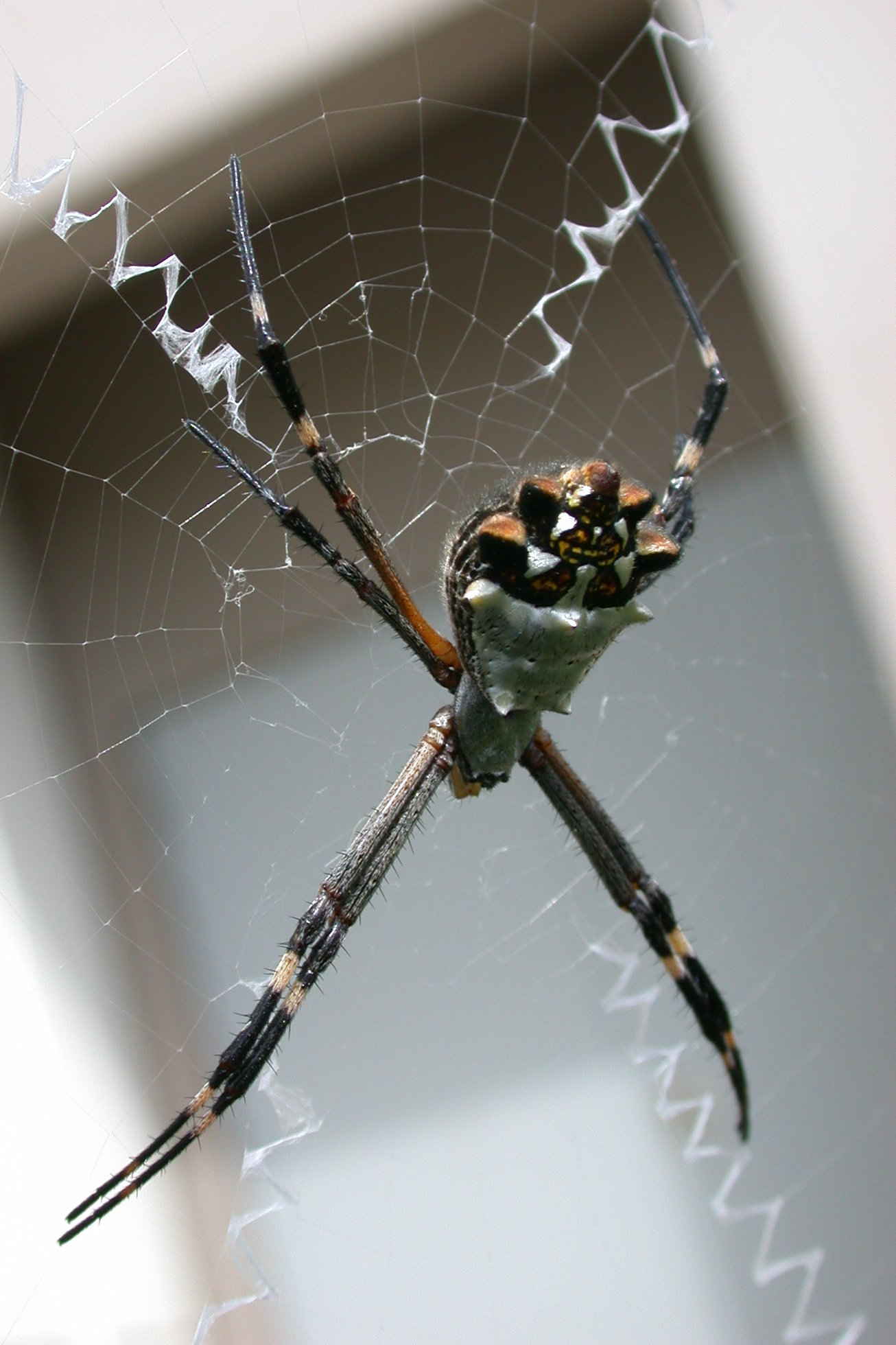
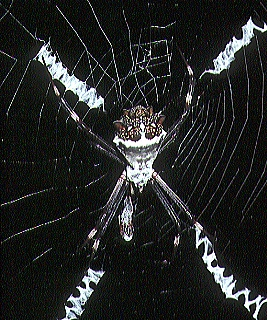
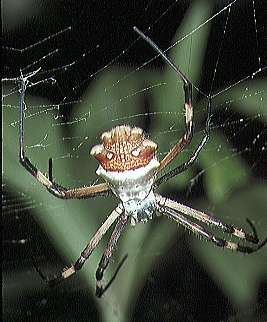
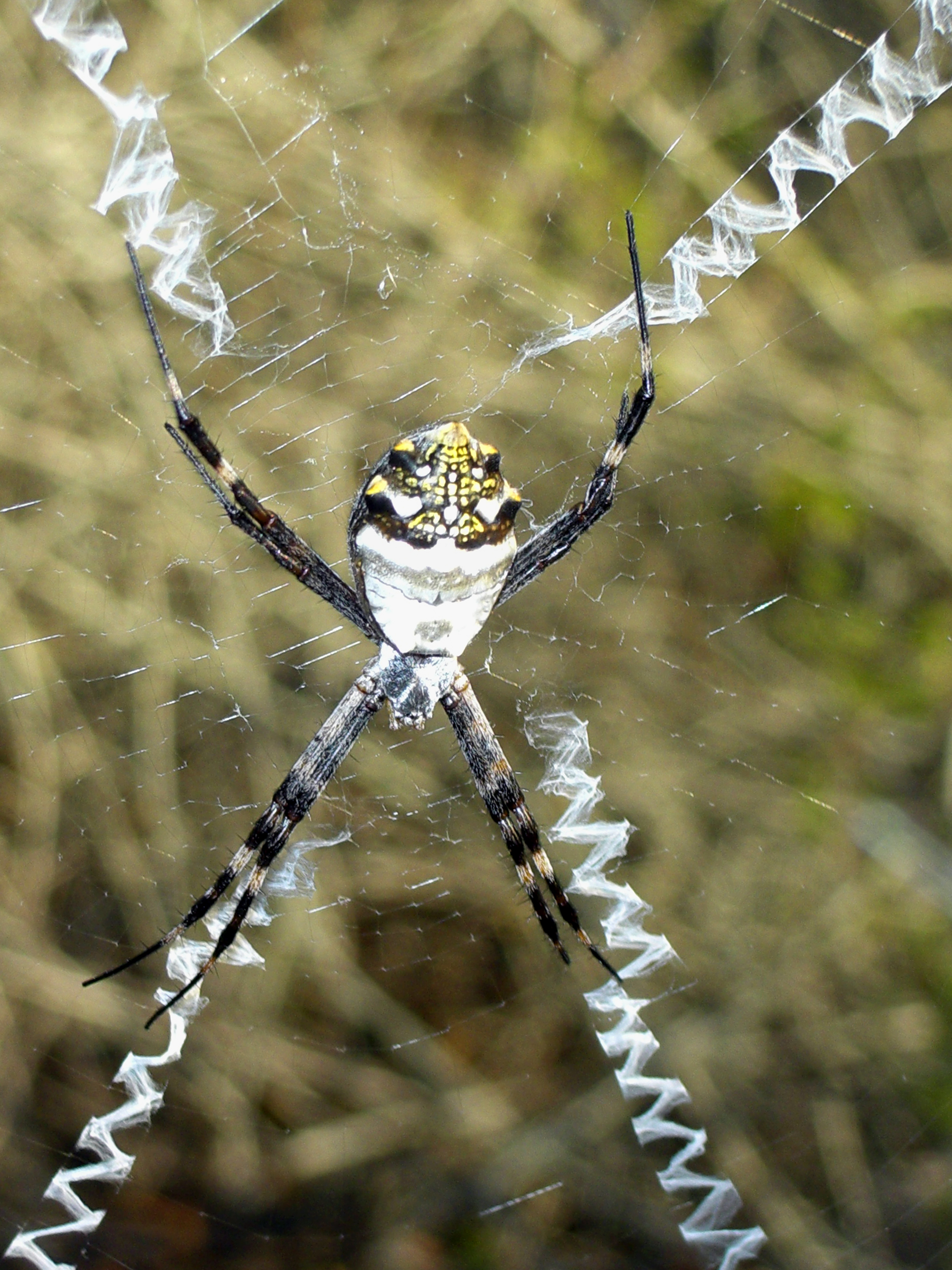